# 四號莫頓鎮區 (北卡羅萊納州阿拉曼斯縣)
四號莫頓鎮區（英語：Township 4, Morton）是位於美國北卡羅萊納州阿拉曼斯縣的一個鎮區。

## 地方資料
四號莫頓鎮區的面積為94.02平方千米，皆為陸地。根據2020年美國人口普查的數據，當地共有人口5185人，而人口密度為每平方千米55.1人。